# 欧加ホールディングス
欧加ホールディングス（オウガ-、中:广东欧加控股有限公司、英:Guangdong Oujia Holdings）とは、OPPOとOnePlusの持株会社である。

## 解説
当時中国のDVDプレーヤー市場でトップシェアを誇っていたBBKのAV部門を分社化する形で、2004年にOPPO電子工業（中:广东欧珀电子工业有限公司、英:OPPO Electronics Corp.）として設立された。
OPPO電子工業のCEOには、BBKのAV部門責任者であった陳明永がそのままついている。なお陳明永は、BBK創始者であり後に投資家として中国のウォーレン・バフェットとの異名を取る段永平の、BBK設立前からの部下であった。
中国では2002年に端を発するDVD特許問題により低価格帯のDVDプレーヤーの製造販売が厳しくなったため、OPPOは国内においては当初液晶TVやMP3プレーヤーなどを手がけていたが、MP3プレーヤーがメモリ価格の下落で汎用品・消耗品化する中OPPOは製品デザインに注力、また、音源チップも高性能なものを搭載することで再生音質にも手を抜かず、その結果同社の製品は中国の若い世代から大きな支持を受けるようになった。一方で、2009年の時点での評価は、広東省に大量に存在するオーディオメーカーの中では多少は高級とされているという程度で（2000年代当時、世界の大手オーディオメーカーの下請けの多くが香港に拠点を置いており、さらにその下請けの生産工場が近隣の広東省東莞市や深圳市などに大量に存在し、有象無象のオリジナル商品を出していた）、中国国外のメーカーの製品とは比較にならず、公式サイトで海賊版音楽の配信などを行っていたこともあった。
子会社のOPPOモバイルを通じてフィーチャーフォンに進出した辺りで、OPPO電子工業におけるMP3・MP4プレーヤーなどの民生向け機器の生産は終息し、その後は単なる持株会社となった。
2011年に携帯電話開発部門の子会社のOPPOモバイルを通じてスマホ市場に進出。2013年にはさらにスマホ開発の子会社としてOnePlusを設立。OnePlusはスマホの販売に当たって招待制を取るなど、OPPO本体とは違ったプレミアム部門と位置付けられていたが、招待制を廃止して普通に売るようになったOnePlus3あたりから販売数が拡大して、次第にOPPO本体との区別が微妙になる。2015年11月には、OPPO部門とOnePlus部門の存在を明確にするため、実質的に持株会社となっていたOPPO電子工業の社名を、OPPO（欧珀）とOnePlus（一加）を合わせた欧加ホールディングスに変更した。